# Другово (община)
Дру́гово (макед. Општина Другово) — бывшая община в Северной Македонии. Расположена на юго-западе страны. Население составляет 3249 человек (2002 год).

## Административное деление
Административный центр — село Другово. Площадь территории общины 383,24 км².
Граничит с общинами Северной Македонии:
- на западе — с общиной Дебар;
- на северо-западе — с общиной Маврово и Ростуша;
- на севере — с общиной Заяс;
- на северо-востоке — с общинами Кичево и Вранештица;
- на востоке — с общинами Пласница и Крушево;
- на юго-востоке — с общиной Демир-Хисар;
- на юго-западе — с общиной Дебарца.

В состав общины входят 28 сёл: Белица, Брждани, Видрани, Големо-Црско, Горна-Душегубица, Горно-Добреноец, Долна-Душегубица, Долно-Добреноец, Другово, Ехлоец, Иванчишта, Извор, Яворец, Юдово, Кладник, Кленоец, Козица, Лавчани, Малкоец, Мало-Црско, Манастирско-Доленци, Подвис, Попоец, Пополжани, Пространье, Свиньиште, Србяни и Цер.

## Население
Этническая структура населения в общине по переписи населения 2002 года:
- македонцы — 2784 чел.;
- турки — 292 чел.;
- албанцы — 155 чел.;
- сербы — 8 чел.;
- цыгане — 1 чел.;
- остальные — 9 чел.